# Stari Mikanovci
Stari Mikanovci su općina u Hrvatskoj.

## Zemljopis
Stari Mikanovci najzapadnija su općina u Vukovarsko-srijemskoj županiji. Općina graniči sa županijom osječko-baranjskom na trima prilaza: Đurđanci (Đakovo), Vrbica (Osijek) i Strizivojna (Slavonski Brod). 
Na potezu željezničke pruge Zagreb-Vinkovci smjestila su se dva sela općine: Stari Mikanovci i Novi Mikanovci.
Kraj Mikanovaca protječu pritoci Bosuta: Biđ i Jošava s Kaznicom.
Zemljište na jugu sela Pačare (livade) i Utvaj (pašnjak) zajedno s dijelom koji se zove Kaluđer spada u močvarno tlo.
Selo okružuju žitorodna polja, polja šećerne repe i šume: stari i novi Panjik, Gajić, Renovica i Cerik.

## Stanovništvo
Prema popisu iz 2001. općina ima 3387 stanovnika.
Prema popisu iz 2011. općina ima 2956 stanovnika (Stari Mikanovci 2383, Novi Mikanovci 573).
Oba sela su nastanjena hrvatskim stanovništvom. Jedna trećina stanovništva su starosjedioci - Šokci, a ostalo stanovništvo čine uglavnom doseljenici (veće naseljavanje u Mikanovce tijekom 20. stoljeća) iz Bosne i Hercegovine, Like i Korduna. U drugoj polovici 20. stoljeća su sklopljeni mnogi brakovi između pripadnika navedenih grupacija hrvatskog stanovništva, tako da danas možemo govoriti isključivo o Hrvatima koji nastanjuju općinu Stari Mikanovci. Kao pogodno područje za život, od davnina su se događale velike migracije stanovništva u općini tako da se stanovništvo iseljava, ali i doseljava novo stanovništvo.
| broj stanovnika | 1292  | 1592  | 1609  | 2154  | 2354  | 2335  | 2184  | 2586  | 2865  | 3135  | 3747  | 3646  | 3467  | 3400  | 3387  | 2956  | 2419  |
|                 | 1857. | 1869. | 1880. | 1890. | 1900. | 1910. | 1921. | 1931. | 1948. | 1953. | 1961. | 1971. | 1981. | 1991. | 2001. | 2011. | 2021. |

| broj stanovnika | 988   | 1275  | 1303  | 1733  | 1941  | 1900  | 1780  | 2008  | 2034  | 2298  | 2801  | 2776  | 2705  | 2612  | 2710  | 2383  | 1883  |
|                 | 1857. | 1869. | 1880. | 1890. | 1900. | 1910. | 1921. | 1931. | 1948. | 1953. | 1961. | 1971. | 1981. | 1991. | 2001. | 2011. | 2021. |

## Uprava
Stari Mikanovci su općina koju čine dva sela : Stari Mikanovci i Novi Mikanovci. Općinsko vijeće čini 13 vijećnika, a načelnik općine je Mario Milinković.

## Povijest
Prvi tragovi života datiraju još iz neolita i brončanog doba. Pronađeni su na Gradini (danas se tu nalazi Osnovna škola Stjepana Cvrkovića). Značajan dokaz o postojanju naselja je Dvojna posuda koja pripada vučedolskoj kulturi.
Iz antičkog doba postoje ostaci stare rimske ceste, kao i brojni grobovi, nakit i novac iz tog doba.

### Srednji vijek
Na mjestu gdje danas leže Stari Mikanovci u 13. stoljeću bilo je naselje Hrvati (zabilježeno 1238. godine u darovnici hercega Kolomana biskupu bosanskom).
Od tog davnog doba pa sve do danas očuvala se mikanovačka ikavica. Govor stare akcentuacije, koji je specifičan za ovaj kraj Istočne Slavonije jer se u gotovo svim selima oko Starih Mikanovaca govorilo ekavski ili polujekavski.
Godine 1379. sagrađena je današnja crkva sv. Bartola u Novim Mikanovcima, a vjerojatno je tu i ranije bio sakralni spomenik (9.st.) što dokazuju nedavna istraživanja.

### Vojna krajina
Do 1745. god. Mikanovci su se nalazili u paoriji, a reorganizacijom Vojne krajine selo ulazi u sastav 7. brodske pukovnije.
Godine 1810. sagrađena je crkva sv. Klare u St. Mikanovcima, a 1869. osnovana župa. 1828. otvorena pučka učionica. 1878. ustrojena vlastita upravna općina. 1918. osnovana hrvatska čitaonica. 1926. nogometni klub.

### 20. stoljeće
1. i 2. svjetski rat odnose mnoge živote u Mikanovcima. U Drugome svjetskom ratu mještani su podijeljeni, jedni u redovima partizana, a drugi pak ustaša, domobrana i njemačke vojske. Pred kraj rata velik dio seljana prelazi iz ostalih vojski u partizane. Nakon Drugoga svjetskog rata uslijedile su pljačke i pritisci na sve protivnike komunizma, te je dio protivnika komunističkog režima pogubljen ili nestao pod nerazjašnjenim okolnostima. Nažalost, neki od izvršitelja okrutnih zločina su bili upravo Mikanovčani.
17. studenoga 1944. u selo je pridošla veća skupina četnika iz srpskog sela Bobote i s nekim domaćim partizanima zarobili su skupinu mještana. Uz još neke stanovnike iz okolice odveli su ih iz domova na mali Križni put tijekom kojeg su zarobljeni mještani izloženi strahovitim mučenjima kroz više od mjesec dana krivudavih vodanja i noćenja po stanovima - gospodarskim zgradama na pašnjacima i poljima izvan sela. Kad su konačno dovedeni pred tzv. Oznin vojni sud u Podgorju, predsjednik suda zvani „Šubara", donedavni četnik iz Bobote, osudio ih je na smrt i odmah su strijeljani, a jedino je preživjela jedna mještanka, Marija Abjanić koju su osudili na 10 godina prisilnog rada. Marija je uspjela ranije izaći iz zatvora i pridružiti se sinu Boži Abjaniću (1923. – 2005.), velikom lobistu u SAD za istinu o Hrvatskoj, koji se kao hrvatski vojnik među malobrojnima uspio kod Bleiburga probiti na zapad.

### Domovinski rat
Velik je doprinos Mikanovčana Domovinskom ratu i osamostaljenju Hrvatske. Tako je iz Mikanovaca u obrani Hrvatske sudjelovalo više od 300 dragovoljaca. Za vrijeme rata u Starim Mikanovcima se nalazila ratna bolnica, nastala preseljenjem bolnice iz Vinkovaca. Ratna je bolnica djelovala u prostorima osnovne škole, vrtića i jednog ugostiteljskog objekta. U bolnici su zbrinjavani brojni ranjenici, vojni i civilni, s istočne bojišnice, napose iz gradova Vukovara, Vinkovaca i njihove okolice.

## Gospodarstvo
- Nacionalna šunkijada
- Hrvatske šume - Šumarija Mikanovci

## Poznate osobe
- Ilija Abjanić, hrv. liječnik (tvorac velikog dijela hrv. medicinskog nazivlja), jezikoslovac, političar
- Slavko Janković, etnomuzikolog, folklorist, zborovođa
- Ante Brkić, šahovski velemjstor
- Sabrina Goleš, tenisačica, osvajačica srebrne medalje na OI 1984.
- Mato Ergović, kazališni, televizijski i filmski glumac.
- Božidar Abjanić, hrv. političar i domoljub, kulturno politički djelatnik i lobist u SAD
- Marija Pavković Snaša, pjevačica tamburaške glazbe

## Spomenici i znamenitosti
- Gradina
- Dvojna posuda - pripada vučedolskoj kulturi. Pronađena na lokalitetu poznatom pod imenom Damića gradina, mjesto gdje se danas nalazi osnovna škola u Starim Mikanovcima.
- Crkva sv. Bartola
- Stara kuća obitelji Petričević (iz doba Vojne krajine), katnica je primjer krajiške arhitekture.
- Crkva sv. Klare

Na zajedničkom spomenu upisanom 1. svibnja 2008. (Šimo Frković, Mikanovci Bleiburg Amerika, 2005.) nalazi se poimence, kao malogdje u Hrvatskoj, zajednički popis svih žrtava od 1941. do svršetka Domovinskog rata. Popis nažalost nije obuhvatio i žrtve u i oko I. svjetskog rata.  Od 167 imena žrtava, 64 se odnosi na pripadnike vojske NDH, a 43 pak partizanske – koji su poginuli na bojišnicama diljem Hrvatske i Europe, te 7 Židova i 33 Roma protjeranih od Nijemaca i nestalih u njihovim logorima, dok ih je 16 ubijeno iza prolaza tzv. Srijemskog fronta u četničko-partizanskom iživljavanju, kao i četvorica bojovnika u Domovinskom ratu.

## Obrazovanje
Osnovna škola u Starim Mikanovcima utemeljena je 1828. godine. Stara zgrada škole bila je sagrađena u središtu sela, uz crkvu svete Klare. Prvi poznati učitelj bio je krajišnik Antun Petričević. Godine 1960. škola je dobila ime "Stjepan Cvrković" po istaknutom prosvjetnom djelatniku, inače Mikanovčaninu. Od 1982. godine škola djeluje u novoj zgradi, sagrađenoj na Damića gradini (gradina je uzvišnje na kojem su pronađeni brojni arheološki dokazi koji svjedoče o životu u Mikanovcima u doba rimskog carstva pa i ranije).
Školu u Starim Mikanovcima od 5. razreda pohađaju i djeca iz susjedne županije osječko-baranjske iz sela: Vrbica, Đurđanci i Arduševac.
Osnovna škola u Novim Mikanovcima je četverorazredna, inače je područna škola OŠ u Vođincima.

## Kultura
- KUD "Šokadija" Stari Mikanovci
- Priredba Mladost i ljepota Slavonije
- Pokladno jahanje
- Dan općine Stari Mikanovci
- Lutkarsko proljeće
- Festival glumca

## Šport

### Stari Mikanovci
- Šahovski turnir "Memorijal Marko Jarić - Zujo", Stari Mikanovci

- NK Šokadija Prvi nogometni klub osnovan 1926. godine. Od tada do danas klub nosi ime Šokadija, a od 2007. natječe se u 3. hrvatskoj nogometnoj ligi istok.
- RK Mikanovci Aktivno djeluje već dugi niz godina, a danas se natječe u 3. hrvatskoj rukometnoj ligi istok. U sezoni 1995./1996. RK Mikanovci bio je član 1b hrvatske rukometne lige.
- RK Ivan Mikanovci, osnovani 2017. godine
- ŠK Šokadija Danas član 3. hrvatske šahovske lige istok, a prije nekoliko godina nastupali su i u drugoj ligi. Juniori ŠK Šokadija bili su prvaci Hrvatske. U to vrijeme je za njih igrao danas najmlađi hrvatski velemajstor i i hrvatski šahovski olimpijac Ante Brkić.

### Novi Mikanovci
- NK Sloga Natječu se u drugoj županijskoj nogometnoj ligi.

## Vanjske poveznice
- http://www.mikanovci.hr